# Mlok skvrnitý
Mlok skvrnitý (Salamandra salamandra) je středně velký ocasatý obojživelník a nejrozšířenější evropský zástupce čeledi mlokovitých rozšířený v západní Asii, jihozápadní a zvláště v jižní a střední části Evropy (přesný evropský areál rozšíření viz mapka níže).

## Popis
Mlok skvrnitý je robustnější obojživelník protáhlého tvaru s krátkými končetinami, poměrně dlouhým a silným ocasem a dosti velkou hlavou se zakulacenou tlamou a vypouklýma očima. Velikost i zbarvení se výrazně mění dle několika poddruhů (viz níže). Dospělý jedinec je dlouhý 18–28 cm. Nejčastěji se objevují mloci s černě zbarveným tělem se žlutými skvrnami nebo pruhy. V některých lokalitách se objevují i poddruhy se skvrnami pomerančově oranžovými až červenými. Svým zbarvením se blízce podobá americkým axolotlům a stejně jako u nich má jeho barevné skvrnění funkci varovnou a odrazující. Pohlaví se od sebe zbarvením neliší.

## Prostředí

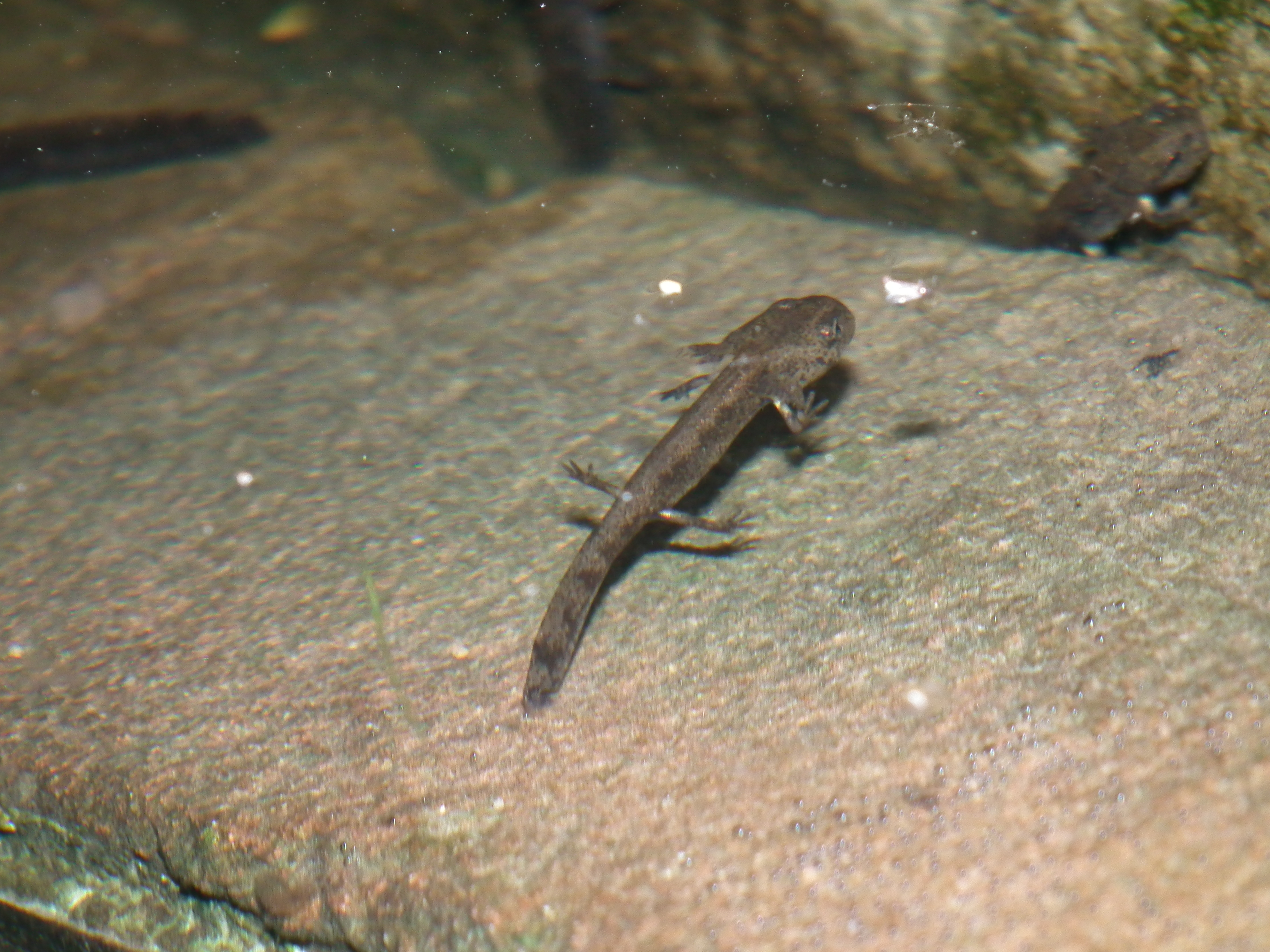
larva mloka skvrnitého

Mlok skvrnitý obývá výhradně vlhké lesní lokality, louky nebo pole, mnohdy v blízkosti vodních toků, avšak mimo období kladení larev žije často daleko od vody. Preferuje listnaté nebo smíšené lesy v podhorských lokalitách do nadmořské výšky 1 200 m n. m, nejčastěji 200–600 m n. m.

## Chování a potrava
Aktivní je především v noci a za soumraku, přes den se ukrývá pod listy, kmeny stromů, větvemi, v dírách v zemi nebo pod kameny, kde je chráněn před přímým slunečním zářením. Za deštivých nebo vlhkých dnů však často vylézá ze svých úkrytů i ve dne. Mlok je charakteristický svým pomalým pohybem. Jeho potravou se stávají nejčastěji malí až středně velcí bezobratlí živočichové – žížaly, stonožky, drobný hmyz, pavouci, červi, slimáci. Na přelomu října a listopadu se před nepříznivým zimním počasím schovává do podzemí, kde se drží stálejší vyšší teplota.
Na svou obranu používá jed (směs toxinů, jejímiž hlavními složkami jsou samandarin, samandaron a samandaridin), který produkuje především v příušních žlázách v zadní části hlavy, a pak ve žlázách nacházejících se po stranách hřbetu a na ocase. Samandarin je nejúčinnější látkou mločího jedu, ale ani tak pro člověka není příliš nebezpečný. Pokud se však dostane např. do očí, způsobuje silné pálení. Menším živočichům, kteří se ho snaží napadnout, ale může způsobit silné svalové křeče a zvýšení krevního oběhu v celém těle, spojené s obtížnějším dýcháním; jed ve větším množství pak může takového živočicha i zabít. Díky této schopnosti nemá téměř žádného přirozeného nepřítele, největším nebezpečím je pro něj člověk.

## Rozmnožování
Mlok skvrnitý pohlavně dospívá ve 3. až 4. roce života. Při páření samec samici uchopí zespodu, odloží spermatofor na podklad a sklouzne na stranu, takže samice klesne na spermatofor. Páření probíhá koncem léta a na podzim. V  podmínkách Česka je mlok živorodý, případně vejcoživorodý; vajíčka se tedy vyvíjejí v těle samice. V březnu až květnu následujícího roku klade samice do pomalu tekoucích potoků, studánek či jezírek přibližně 40 (max. 70) larev o délce 2,2–3,2 cm, které před proměnou dorůstají velikosti až 8 cm (obvykle do 6 cm). Larvy jsou masožravé, živí se rybím potěrem, drobnými korýši nebo členovci, často se u nich také projevuje kanibalismus. K proměně u nich dochází po třech měsících, v červenci až srpnu. V přírodě se dožívají průměrně 20, v zajetí až 50 let.

## Výskyt a početnost v Česku
Mlok skvrnitý je v Česku dle vyhlášky 395/1992 Sb. silně ohroženým druhem. Vinu za tento stav nese lidská činnost především vzestupem automobilismu a ničením a znečišťováním přírodních vodních toků, jezírek a studánek. Na mloka se vztahuje též Bernská konvence, podle níž je zařazen mezi přísně chráněné druhy; odchyt v přírodě je zakázán, živé jedince lze získat jen z registrovaných chovů. Druhy žijící v Česku lze chovat v zajetí jen na základě udělené výjimky ze zákona o ochraně přírody a krajiny č. 114/1992 Sb.

## Poddruhy

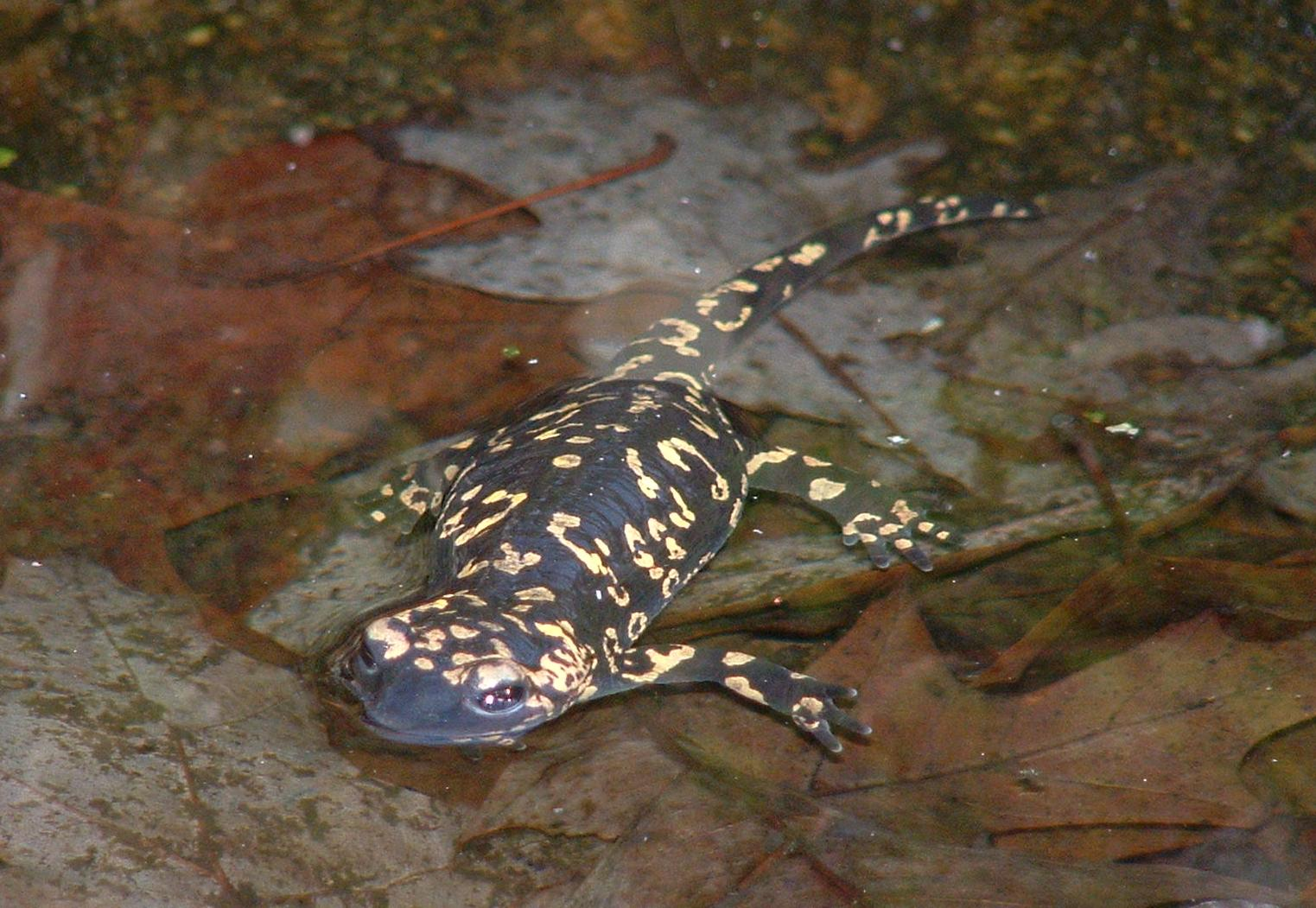
Poddruh S. s. gallaica.

- S. s. alfredschmidti
- S. s. almanzoris
- S. s. bejarae
- S. s. bernardezi
- S. s. beschkovi
- S. s. crespoi
- S. s. fastuosa
- S. s. gallaica
- S. s. gigliolii
- S. s. longirostris
- S. s. morenica
- S. s. salamandra
- S. s. terrestris

## Galerie

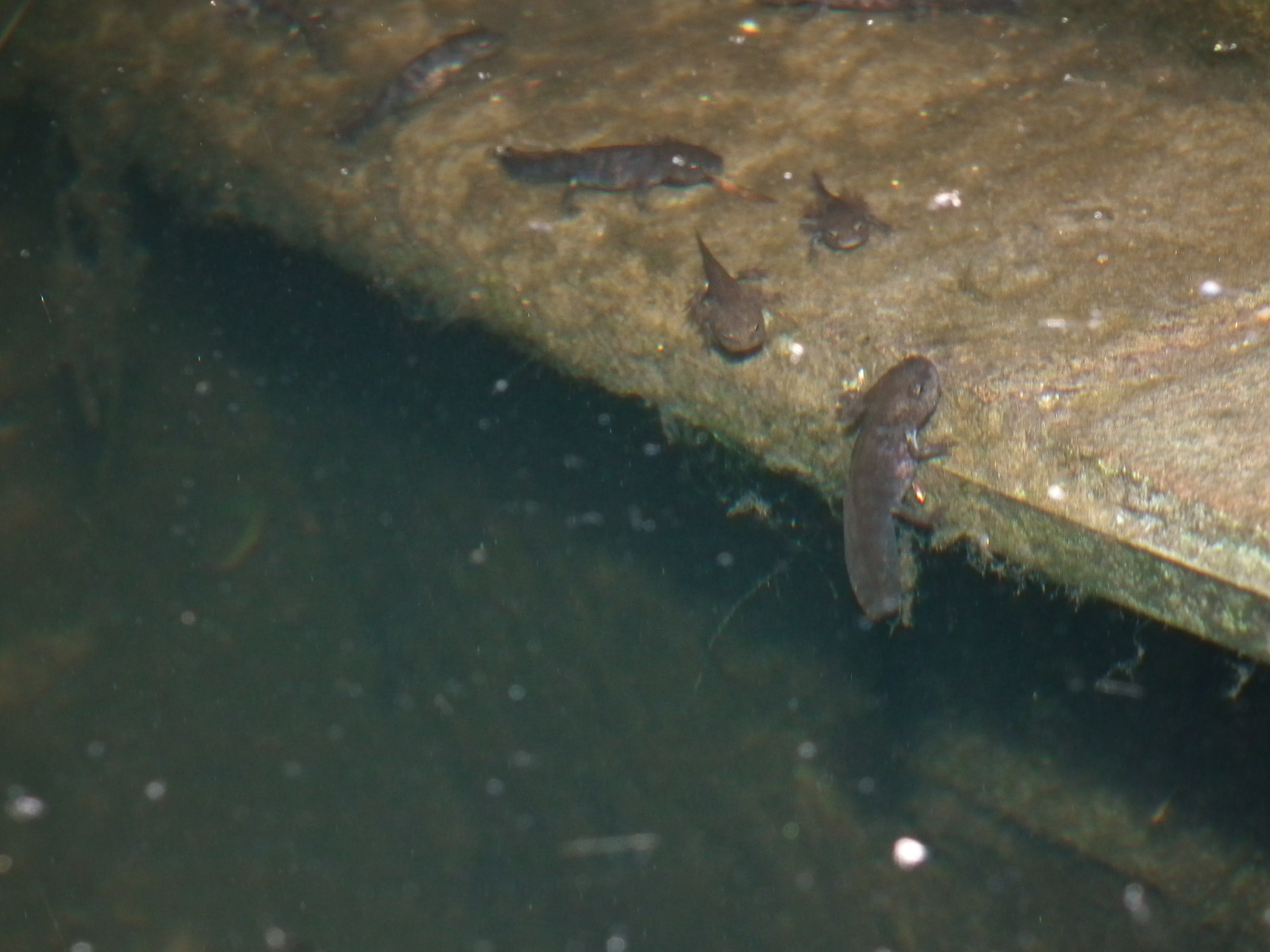
Salamandra salamandra (larvy)
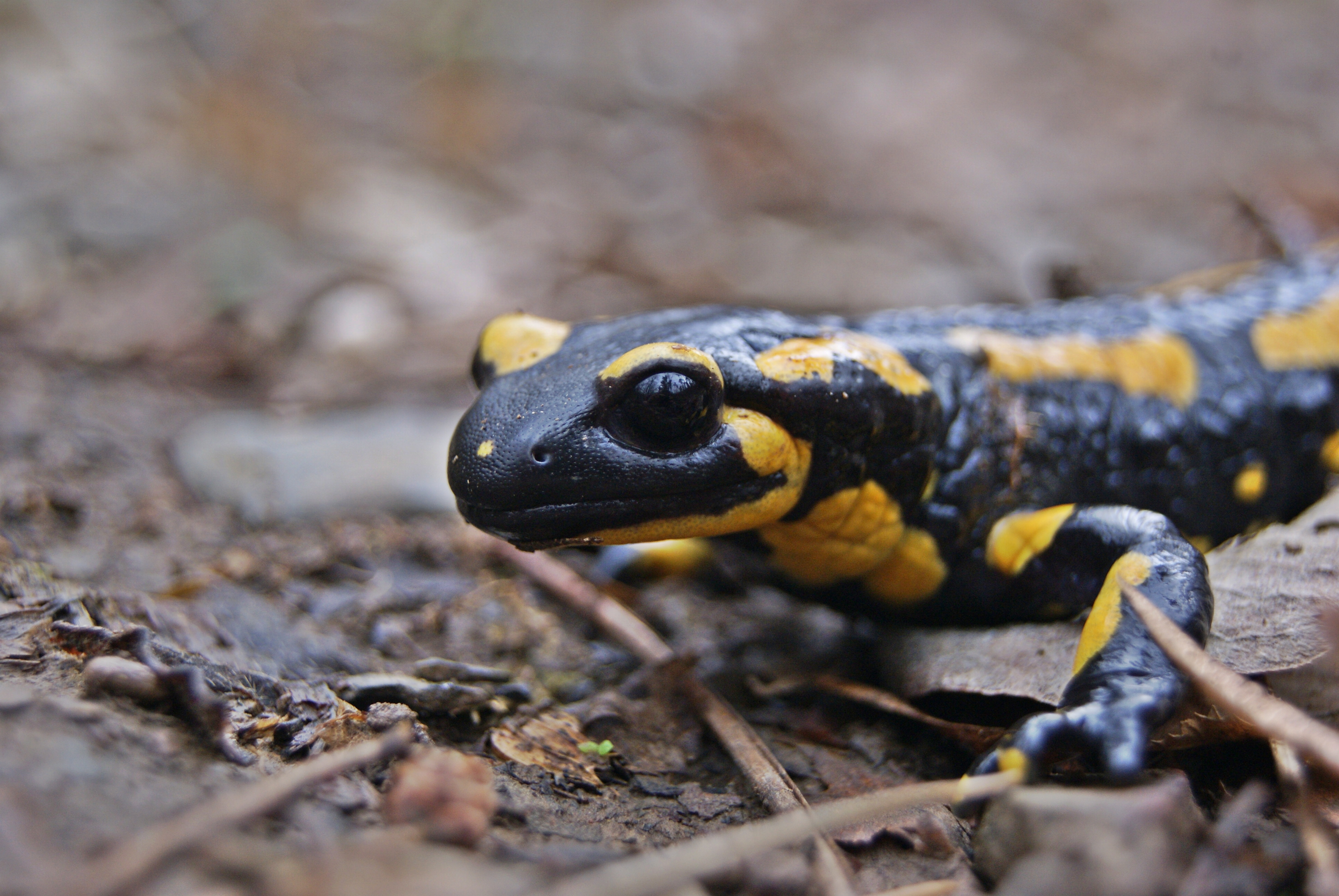
Salamandra salamandra
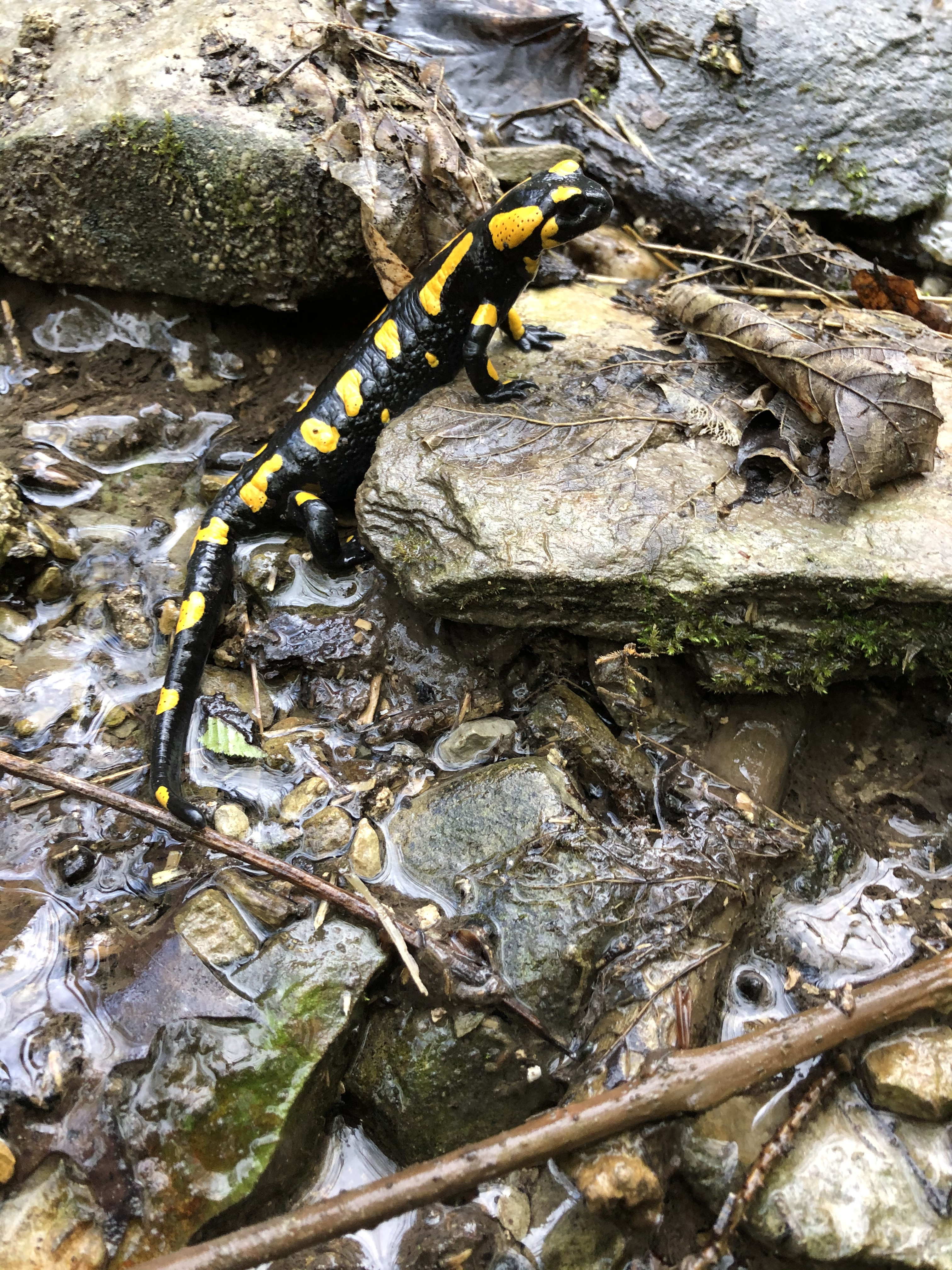
Salamandra salamandra